# La Malédiction de Chucky
Série Chucky
Le Fils de Chucky
(2004) Le Retour de Chucky
(2017)
Pour plus de détails, voir Fiche technique et Distribution.
La Malédiction de Chucky (Curse of Chucky) est un film d'horreur américano-canadien réalisé par Don Mancini et sorti directement en vidéo en 2013. Il s'agit du sixième volet de la franchise mettant en scène le personnage de Chucky.
Il met en scène Fiona Dourif dans le rôle de Nica Pierce, une jeune femme en fauteuil roulant depuis sa naissance. Elle vit avec sa mère dans un grand manoir. Un jour sa mère reçoit Chucky, une étrange poupée. Une nuit, Nica retrouve sa mère morte et se retrouve contrainte à passer le week-end avec sa famille dans le grand Manoir pour l'enterrement. Mais pendant la nuit, tous les membres de sa famille meurent, Nica pense que le coupable ne serait autre que Chucky, la poupée dont sa nièce, Alice, sept ans, s'est prise d'affection…

## Synopsis
Quatre ans après, Chucky arrive mystérieusement dans la boîte aux lettres de Nica Pierce, une jeune femme paraplégique vivant avec sa mère, Sarah. Cette dernière, ne sachant pas qui a envoyé Chucky, le jette à la poubelle. Plus tard dans la nuit, Nica entend crier sa mère et la trouve morte avec une paire de ciseaux plantée dans le cœur, blessure apparemment auto-infligée. Le lendemain, Nica est minée par l'horrible suicide de sa mère et reçoit Barb, sa sœur autoritaire, avec sa famille : son mari Ian, sa fille Alice avec sa baby-sitter Jill. Le regroupement familial comprend également le père Frank pour aider la famille. La petite Alice, en allant à la salle de bain, trouve Chucky. Même si la poupée s'amuse à lui faire peur, elle la considère vite comme son « amie pour la vie ».
Nica et Alice se proposent de préparer le dîner pour les invités et décident ensuite de préparer le chili végétarien. En leur absence, Chucky verse de la mort-aux-rats dans l'un des plats préparés avec le chili. Comme la nuit tombe, la famille et le père Frank s’assoient à table pour manger. Frank, troublé par la présence de la poupée maléfique, quitte la maison sans avoir fini de manger. Un personnel d'urgence sur les lieux d'un accident de voiture s'affaire peu après autour de lui car, désorienté par le poison, il a quitté la route et s'est retrouvé avec la gorge coincée dans le toit de sa voiture. Les policiers, pour le secourir, le décapitent involontairement.
Nica, Barb, Jill, et Ian, à moitié endormi, regardent de vieux enregistrements. Nica remarque Charles Lee Ray (Chucky) sous forme humaine dans l'un des films. Alice descend les escaliers et dit à tout le monde que Chucky a disparu et dit qu'il est parti se cacher et qu'elle croit qu'il est sous son lit. Jill part à la recherche de la poupée après avoir mis Alice au lit. Nica trouve l'adresse d'où vient la poupée et essaie d'appeler pour se renseigner, mais l'orage provoque une panne d'électricité qui bloque également les signaux cellulaires. Elle a juste le temps d'apprendre que la poupée viendrait apparemment d'une scène de crime. Jill arrive dans la cuisine et Barb l'avertit que la poupée n'est pas là avant de l'embrasser passionnément, révélant qu'elles sont bien plus proches que ce qu'elles laissent paraître. Nica trouve dans le salon Chucky assis à côté de Ian endormi. Nica utilise l'ascenseur pour amener la poupée à la petite fille, mais un nouveau black-out arrête l'ascenseur. Nica entend un couteau en action, ce qui la fait sursauter. L'électricité revient et Nica apporte la poupée à Alice, qui remarque la jambe tailladée de sa tante qui n'avait rien senti.
Tout le monde va se coucher, mais Nica qui se connecte à Internet découvre que Chucky est l'homme qu'elle a vu sur les vidéos et qu'il est un dangereux criminel. Jill va dans sa chambre, qui est aussi celle d'Alice, et commence une conversation enjouée sur la webcam de son ordinateur avec Barb, qui se rend compte qu'Alice est debout derrière elle (ne sachant pas qu'il s'agit de Chucky). Jill se retourne et découvre Chucky : ce dernier verse un seau d'eau de pluie sur le cordon d'alimentation de l'ordinateur qui, léchant ses pieds nus, frappe instantanément la jeune baby-sitter, jusqu'à lui faire griller les yeux. Barb, la communication ayant été coupée, va la voir mais son mari lui révèle au passage qu'il sait tout sur sa liaison avec Jill, et qu'il va récupérer sans peine la garde d'Alice devant le Tribunal en leur montrant la vidéo prise avec la caméra qu'il avait cachée à l'intérieur de Chucky. Il met des bouchons à oreilles pour ne plus entendre les protestations de Barb et se rendort.
Barb trouve la poupée en haut de l'escalier menant au grenier et, pensant que sa fille est là, prend Chucky et l'apporte avec elle. Elle découvre alors que Chucky a sur lui un énorme couteau et que son visage est en fait un visage défiguré remaquillé. Chucky effraie la femme et la menace avec un couteau, puis la tue en lui crevant un œil, en lui disant qu'elle a les mêmes yeux que sa mère. Nica, qui entend le cri de sa sœur, essaie de monter les escaliers en se traînant avec ses bras. Avant d'en atteindre le bout, Nica voit sa sœur marcher et tomber sur elle, suivant de peu son œil. Chucky lui-même apparaît et court après elle pour la tuer. Nica réussit à grimper sur son fauteuil roulant et à échapper à Chucky, qui joue avec elle. Elle appelle Ian et lui révèle tout. Ian commence à chercher sa fille et a trouvé les corps des deux femmes. Il commence à penser que les meurtres ont été causés par Nica qui est, quant à elle, prisonnière de Chucky dans le garage, qui tente de la tuer avec le monoxyde de carbone en démarrant la voiture. Nica brise la vitre de la voiture avec une hache et attaque la poupée, mais elle est interrompue par Ian qui la surprend avec une hache en pleine crise de nerfs. Le stress de la situation dans son ensemble ont raison de Nica. Frappée d'une crise cardiaque devant Ian qui refuse de l'aider, elle perd connaissance.
Lorsqu'elle revient à elle, Ian lui a fait une injection mais elle se retrouve attachée sur une chaise, avec Ian déterminé à lui faire avouer où est Alice et prêt à lui prouver par les images de la caméra que les meurtres sont bien commis par elle. Mais le film montre comment Chucky est responsable de tout et cache Alice dans un placard en lui enjoignant vulgairement d'y rester et de se taire. En tombant sur le mode Live, il s'aperçoit que Chucky pousse la chaise de Nica vers lui. Il tombe et la poupée lui rompt mortellement la mâchoire avec une hache. Puis, il se rue sur Nica. Nica entre en collision avec Chucky qui lui enfonce la hache dans le genou, mais Nica ne sentant rien, enlève la hache de sa jambe et le décapite.
Nica tente de s'échapper en bas, mais Chucky reprend sa tête et pousse la femme du premier étage. Nica, à terre, demande à la poupée pourquoi il fait tout cela contre eux, et Chucky révèle qu'il est l'homme qui a tué son père pour entrer dans sa famille. Amoureux de sa mère, il l'a enlevée quand elle était enceinte, mais elle a pu alerter la police. Avant de s'enfuir, il s'est vengé sur l'enfant en enfonçant son couteau Vaudou dans son ventre, condamnant à vie Nica à vivre dans un fauteuil roulant, puis il s'est enfui dans un magasin de jouets où il a finalement été tué par un policier, Mike Norris. Mais il a introduit son âme dans une poupée et juré d'achever sa vengeance. Il s'apprête à l'achever, mais Nica rampe jusqu'à l'ascenseur. Celui-ci, toutefois, ne marche pas, et Chucky l'attaque avec son couteau. Elle s'en empare, quitte à le saisir par la lame, mais cela ne l'arrête pas. Il ouvre la porte et se jette sur elle. Il lui fait temporairement croire qu'elle a réussi à le tuer. La bataille est interrompue lorsqu'un policier fait son entrée dans la maison, retraçant le parcours du père Frank. Il trouve Nica le couteau à la main, découvre le corps de Barbara, et Chucky reste impassible sur sa chaise, tout sourire.
Quelque temps plus tard, Nica est reconnue coupable des meurtres et envoyée dans un hôpital psychiatrique pour criminels. Alors que Nica est escortée hors de la salle d'audience, elle nargue Chucky en lui disant qu'elle est toujours en vie et qu'il a manqué sa vengeance comme il l'a fait pour Andy Barclay. Le policier prend Chucky et se prépare à le revendre. Il voit que sous le sac en plastique, Chucky respire. Au même moment, Tiffany, la petite amie humaine de Chucky, égorge le policier et saisit la poupée. Tiffany l'envoie par la Poste au destinataire suivant. Alice, qui vit maintenant avec sa grand-mère paternelle, rentre de l'école. La petite fille se met à la recherche de sa grand-mère, mais trouve Chucky à la place. Alice demande à la poupée où est sa grand-mère et il répond qu'elle est à la cave. Chucky invite Alice à jouer à un jeu, et la poupée commence à prononcer le rituel magique pour insérer son âme dans le corps de la fillette. La caméra glisse lentement de côté et lorsqu'il finit, la grand-mère se relève en hurlant, un sac en plastique encore sur la tête. Le spectateur comprend alors que Chucky a essayé de l'asphyxier.
Il n'est pas dit ce qui s'est passé explicitement après cet évènement. Six mois plus tard, nous découvrons un Andy Barclay trentenaire, récupérant un mystérieux colis à son domicile. Alors qu'il reçoit un appel de sa mère (laquelle est sortie de l'hôpital et est maintenant en couple avec Mike Norris), Chucky en profite pour sortir du colis avec l'aide d'un couteau pendant qu'Andy a le dos tourné. Mais brusquement, Andy, qui avait anticipé sa venue, se retourne et lui braque une arme à feu sur la tempe. Chucky reste stupéfait et n'a que le temps de bafouiller le nom d'Andy, avant que celui-ci n'appuie sur la gâchette en lui disant « J'ai un nouveau jouet ! ».

## Fiche technique
- Titre original : Curse of Chucky
- Titre français : La Malédiction de Chucky
- Réalisation et scénario : Don Mancini
- Musique : Joseph LoDuca
- Société de production : Universal 1440 Entertainment
- Budget : 8 000 000 $[réf. nécessaire]
- Pays de production :   États-Unis,  Canada
- Format : Couleurs - 1,85:1
- Genres : horreur (slasher), fantastique
- Durée : 97 minutes
- Date de sortie   :  
  - États-Unis : 8 octobre 2013 (en vidéo)
  - France : 1er novembre 2013 (en vidéo)
- Film interdit aux moins de 12 ans en France

## Distribution
- Brad Dourif  (VF : William Coryn ; VQ : Daniel Lesourd/Thiéry Dubé) : Charles Lee Ray / Chucky
- Fiona Dourif  (VF : Olivia Luccioni ; VQ : Émilie Gilbert) : Nica Pierce
- Danielle Bisutti  (VF : Josy Bernard ; VQ : Marika Lhoumeau) : Barbara Pierce
- Brennan Elliott  (VF : Marc Saez ; VQ : Paul Sarrasin) : Ian
- Chantal Quesnelle  (VF : Ivana Coppola ; VQ : Élise Bertrand)  : Sarah Pierce
- Summer H. Howell  (VF : Adeline Chetail ; VQ : Marguerite D'Amour)  : Alice Pierce
- A Martinez (VF : Philippe Dumond ; VQ : Jean-Luc Montminy)  : Père Frank
- Maitland McConnell (VF : Marie Giraudon) : Jill Taylor
- Kevin Anderson : le juge au tribunal
- Jordan Gavaris (VF : Alexandre Gillet) : le livreur
- Ali Tataryn : la livreuse
- Kally Berard : Barbara, jeune
- Kyle Nobess : le jeune papa
- Will Woytowich : le pompier
- Adam Hurtig : l'officier Stanton
- Alex Vincent (VF : Alexandre Gillet) : Andy Barclay (caméo)
- Jennifer Tilly (VF : Brigitte Virtudes ; VQ : Camille Cyr-Desmarais)  : Tiffany (caméo)

Source et légende : version française (VF) sur RS Doublage  ; version québécoise (VQ) sur Doublage.qc.ca

## Production
En août 2008, 4 ans après la sortie du film Le Fils de Chucky, Don Mancini et David Kirschner évoquent ensemble un possible reboot de la saga Chucky, à la suite des faibles performances du dernier film. 
Quatre ans plus tard, en 2012, il est annoncé que le sixième volet serait intitulé Curse of Chucky, soit en français La Malédiction de Chucky.
Brad Dourif revient pour interpréter le rôle de Chucky en version originale et sa fille Fiona Dourif est annoncée au casting pour interpréter le rôle du personnage principal, Nica Pierce.
Le tournage a lieu à Winnipeg au Canada, en septembre 2012.
Au mois de mai 2013, l'actrice Fiona Dourif dévoile une première image de la poupée Chucky du nouveau film, via son compte Instagram. Cependant, l'apparence de Chucky rend les fans de la saga perplexes. La première bande-annonce est dévoilée le 8 juillet de la même année, et une version moins édulcorée de cette bande-annonce est dévoilée le 1er août de la même année.
En 2017, le film connaitra une autre suite, nommée Cult of Chucky, soit en français Le Retour de Chucky.

## Autour du film
- Chucky, animé en animatronique, sera dans quelques scènes animé en CGI.
- Brad Dourif reprend le doublage de Chucky et son personnage de Charles Lee Ray.
- Par ailleurs, Fiona Dourif, qui joue le rôle de Nica Pierce, n'est autre que la fille de Brad Dourif.
- Alex Vincent reprend son rôle d'Andy Barclay le temps d'un caméo dans une scène post-générique. Par ailleurs, Jennifer Tilly reprend également son rôle de Tiffany le temps d'un caméo à la fin du film.

## Distinctions
- Festival de la Samain du cinéma fantastique de Nice 2013 : Compétition de longs-métrages